# 恩登角
73°37′S 4°14′W / 73.617°S 4.233°W
恩登角，是南極洲的海岬，位於毛德皇后地的瑪塔公主海岸，處於基爾萬海崖，挪威製圖師根據測量和拍攝的空中照片繪入地圖，現時由南極條約體系管理。